# Simon Éva
Simon Éva (Budapest, 1950. augusztus 7.) magyar színésznő, énekesnő.

## Életpályája
1969-től a Nemzeti Színház stúdiósa volt. Színésznőként 1972-től játszott – többnyire főszerepeket – az ország különböző vidéki (debreceni Csokonai Színház; Szegedi Nemzeti Színház; kecskeméti Katona József Színház; Miskolci Nemzeti Színház  és budapesti (Várszínház; Rock Színház) színházaiban. 1974-től kezdett el a színházi előadások mellett énekesnőként is fellépni. 1987-től több, mint két évtizeden át külföldön turnézott, mint énekesnő.

## Fontosabb színházi szerepei
- Jevgenyij Lvovics Svarc: Hókirálynő... Gerda
- Szophoklész: Antigoné... Iszméné
- Bertolt Brecht: Galilei élete... Narrátor; Vásári énekes
- Kurt Weill – Peter Weiss: Marat halála... Charlotte Corday
- Gárdonyi Géza: Ida regénye... Panni
- Peter Hacks: Lobositzi csata... Regina
- Vörösmarty Mihály – Görgey Gábor – Illés Lajos: Egy fiú és a tündér... Ledér
- Csiky Gergely: A nagymama... Piroska
- Tennessee Williams: Az ifjúság édes madara... Heavenly
- Dale Wasserman – Mitch Leigh  – Joe Darion: La Mancha lovagja... Aldonza
- Déry Tibor – Pós Sándor – Presser Gábor – Adamis Anna: Képzelt riport egy amerikai popfesztiválról... Eszter
- William Shakespeare: Minden jó, ha vége jó... Heléna
- Sarkadi Imre: Oszlopos Simeon...Márta
- Huszka Jenő: Gábor diák... Leila
- Alexandr Stein: Verzió... Ljuba
- Albert Camus: A félreértés... Martha
- William Somerset Maugham – Szenes Iván: Imádok férjhez menni... Viktória